# Lignano Sharks
Maillots
Le club des  Lignano Sharks (ou Requins de Lignano en français) est un club de rugby à XIII italien basé à Lignano-Sabbiadoro, de la province d'Udine, dans la région autonome de Frioul-Vénétie Julienne. 
Créé en 2019, ce club dispute la Balkan Super League, un championnat de rugby à XIII regroupant principalement des équipes de la péninsule des Balkans.
Depuis le passage au rugby à XV du club de Saluces en 2019, il s'agit du seul club italien de rugby à XIII à disputer un championnat européen. 

## Histoire
Au mois de février 2019, les médias britanniques de rugby à XIII confirment l'inclusion du club dans la Balkan Super League.

## Joueurs ou personnalités notables
Malgré la jeunesse du club, celui-ci fournit des internationaux à l'équipe d'Italie : c'est le cas de joueurs comme  Giuseppe Pagani, Daniele Not, Mattia Not, Mauro Quarino, Lorenzo Marcuz, Juan Vila, Ippolito Occhialini et Tommaso Nicol qui participent à la campagne de qualification de l'Italie pour la Coupe du monde 2021. 
Sans oublier Lorenzo Grosso, Luigi Giorgis, Mauro Quarino, Giona Toffolett, et Tiziano Godinai .

### Vidéographie
Interview de Giuseppe Pagani, capitaine de l'équipe au mois de mai 2019
Match de Balkan Super League - Lignano Sharks contre l' Étoile rouge de Belgrade en mai 2019